# Burgena luteistriga
Burgena luteistriga är en fjärilsart som beskrevs av Embrik Strand 1912. Burgena luteistriga ingår i släktet Burgena och familjen nattflyn. Inga underarter finns listade i Catalogue of Life.